# Mazda RX-8
A Mazda RX-8 a Mazda Motor Corporation által előállított sportautó. Először a 2001-es Észak Amerikai Nemzetközi Autó Show-n mutatkozott be. Ez az RX-7-es, szintén Wankel-motoros autó utódja.

## Stílus

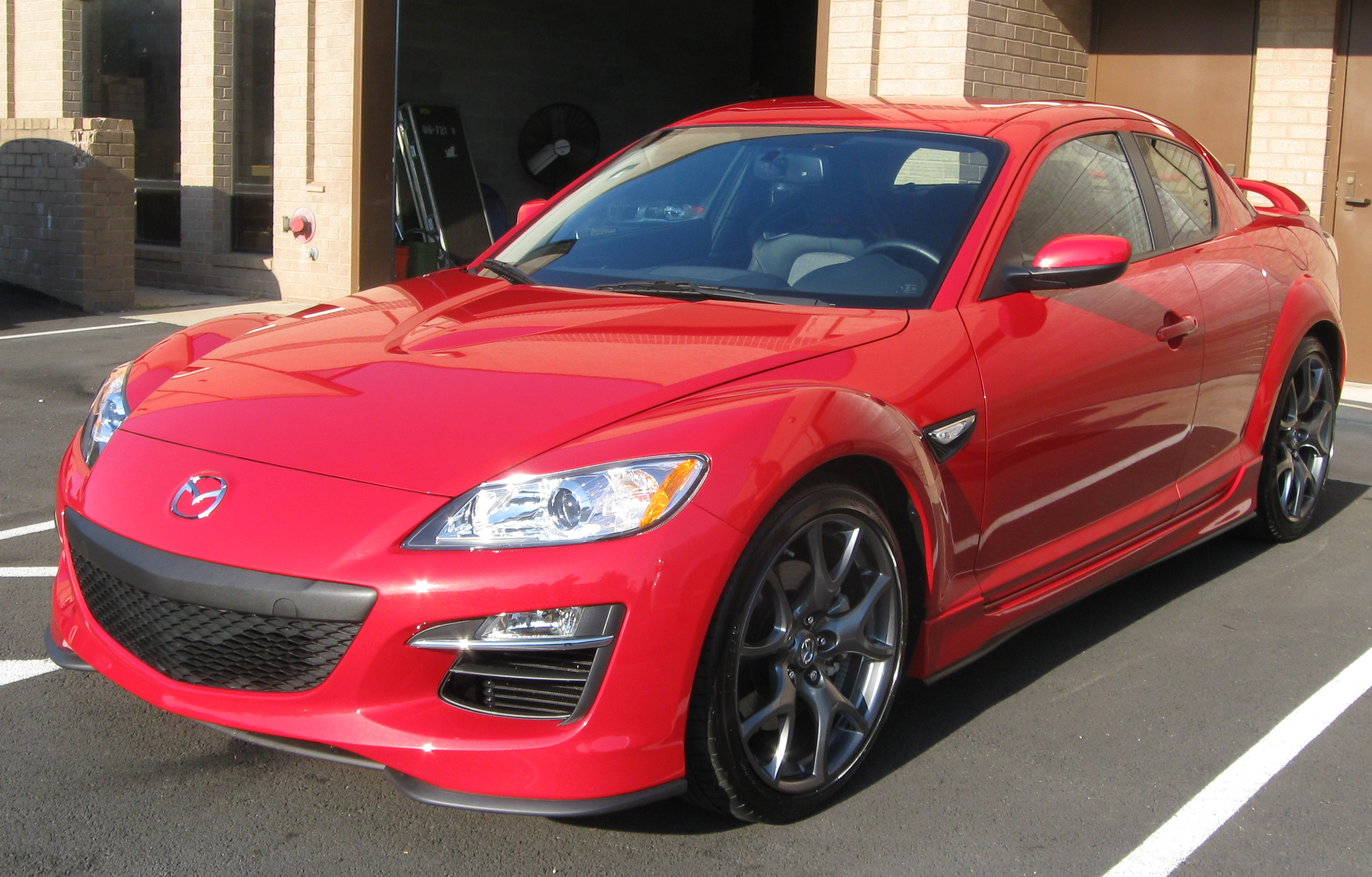
2010 Mazda RX-8 R3 (US)

Az RX-8 egy első-középső motor elrendezésű, hátsókerék-meghajtású 2+2 coupé.
Az autó az ideális 50:50 arányú tömegelosztású.

## Díjak
2006 októbere óta az RX-8 legalább 37 nemzetközi autós díjat nyert.

## Külső hivatkozások
- Mazda Rx8
- Totalcar: Wankel bácsi újra száguld!
- Totalcar: Harcosok klubja
- MAZDA RX-8 CLUB HUNGARY